# Jon Yong-chol
Jon Yong-chol (18 luglio 1974) è un ex calciatore nordcoreano, di ruolo centrocampista.